# Цвінгліанство
Цвінгліанство — течія протестантизму.
Ульріх Цвінглі (1484–1531 pp.) започаткував Реформацію у Швейцарії, перебуваючи під впливом філософії Еразма Ротердамського. У 1523 р. він опублікував 67 тез, де обґрунтував своє вчення. Це була перша протестантська праця німецькою мовою. Основні принципи віровчення викладені у книзі «Про істинні й хибні релігії». За основу свого віровчення Цвінглі бере послання апостола Павла, особливо його вчення про «спокутну жертву Ісуса Христа» і благодать Господню, яка дарується Богом глибоко віруючій особі. Цвінгліанство схоже в цьому плані з лютеранством, однак відрізняється від нього істотними рисами. Для У. Цвінглі істинним у релігійній вірі є те, що підтверджується Біблією, а для М. Лютера — те, що не суперечить Святому письму. Цвінглі послідовніший спіритуаліст, ніж Лютер. Він вимагає викинути з культу все, що відволікає від віри: картини, музику, скульптуру, різні прикраси. Релігійні таїнства розглядаються як зовнішні ознаки, і Божа благодать через них не надходить. Наприклад, обряд причастя — лише спомин про спокутну жертву Ісуса Христа. Це по суті заперечення релігійних таїнств та обрядів. Відкидаються ним культ святих, пости, чернецтво, поклоніння мощам, проголошується принцип незалежності віруючих від єпископів і папи римського.
У. Цвінглі дискутує в Цюриху з католиками і здобуває перемогу. Міський магістрат проголошує основною релігією цвінгліанство, а Цвінглі обирається членом міської ради. Він спрямовує подальший розвиток реформації, полемізує з Лютером з питань церковної структури і державного устрою. Цвінглі обстоював республіканський устрій церкви, найкращою державною формою правління вважав демократію. Особлива роль у державній структурі відводилася державному пророку, який повинен бути наставником і радником, сповіщати громадянам Божу волю. У. Цвінглі не лише пропагував нову релігію, він активно займався політикою: шукав союзників за кордоном, намагався організувати в Швейцарії союз протестантських кантонів, які б протистояли так званим «католицьким лісовим кантонам». В одній із воєн, які точилися між протестантами і католиками, У. Цвінглі загинув як військовий священик.
Цвінгліанство не набуло значного поширення, згодом воно злилося з кальвінізмом.